# The Canadian Grenadier Guards
Vous lisez un « bon article » labellisé en 2017.
Pour les articles homonymes, voir CGG.
The Canadian Grenadier Guards (CGG), littéralement « Les Gardes grenadiers canadiens », sont un régiment d'infanterie de la Première réserve de l'Armée canadienne. Établi en 1859, c'est le plus ancien régiment d'infanterie de la Milice canadienne. C'est un régiment de gardes qui est, avec les Governor General's Foot Guards, responsable de la Garde de cérémonie à Rideau Hall et sur la Colline du Parlement à Ottawa en Ontario. En plus de ce rôle cérémoniel, ses soldats s'entraînent à temps partiel afin de servir dans des opérations des Forces armées canadiennes. L'unité fait partie du 34e Groupe-brigade du Canada de la 2e Division du Canada et est basée dans le manège militaire des Canadian Grenadier Guards à Montréal au Québec. De 1954 à 1976, elle formait le 6e Bataillon des Canadian Guards.
The Canadian Grenadier Guards perpétuent l'histoire des 87e et 245e Bataillon d'outre-mer, CEC, deux bataillons du Corps expéditionnaire canadien durant la Première Guerre mondiale. Le 87e Bataillon combattit en France à partir d'août 1916. De son côté, le 245e Bataillon se rendit en Grande-Bretagne en mai 1917 où il fut incorporé à un autre bataillon du Corps expéditionnaire canadien qui servait à fournir des renforts aux unités canadiennes au front. Lors de la Seconde Guerre mondiale, The Canadian Grenadier Guards mobilisèrent un bataillon pour le service actif. Celui-ci fut converti en une unité blindée et devint le 22nd Armoured Regiment (The Canadian Grenadier Guards), RCAC, CASF, littéralement le « 22e Régiment blindé (Les Gardes grenadiers canadiens), CBRC, FSAC ». Il combattit dans le Nord-Ouest de l'Europe à partir de juillet 1944. En 1945, les CGG mobilisèrent une seconde unité pour la Force active, le 22nd Canadian Tank Battalion (The Canadian Grenadiers Guards), RCAC, CASF, littéralement le « 22e Bataillon de chars canadien (Les Gardes grenadiers canadiens), CBRC, FSAC », qui était destinée à servir dans le théâtre du Pacifique, mais qui ne s'y rendit pas avant la fin du conflit.
De nos jours, les membres du régiment sont appelés à servir volontairement lors d'opérations domestiques ou outre-mer des Forces armées canadiennes, telles que les missions en Bosnie-Herzégovine et en Afghanistan. Les CGG ont reçu, au cours de leur histoire, 34 honneurs de bataille. Un membre du régiment, le soldat John Francis Young, a été décoré de la croix de Victoria, la plus haute récompense du Commonwealth, pour ses actions au cours de la Première Guerre mondiale.

## Rôle et organisation

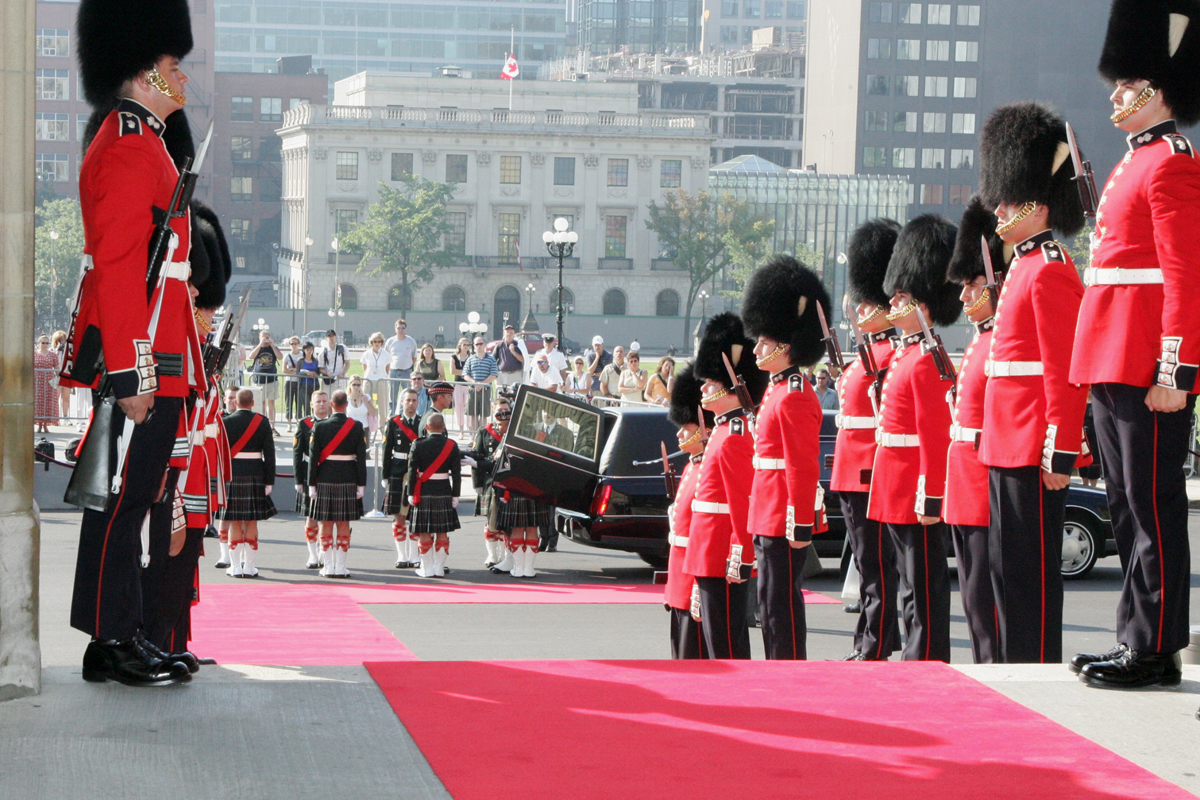
The Canadian Grenadier Guards en devoir de commémoration à Ottawa en Ontario

The Canadian Grenadier Guards sont un régiment d'infanterie du 34e Groupe-brigade du Canada, un groupe-brigade de la Première réserve de l'Armée canadienne qui fait partie de la 2e Division du Canada. Ils sont stationnés dans le manège militaire des Canadian Grenadier Guards, un édifice fédéral du patrimoine reconnu situé à Montréal au Québec,.
The Canadian Grenadier Guards ont, avec les Governor General's Foot Guards, la charge de fournir les soldats composant la Garde de cérémonie qui effectue la cérémonie de la relève de la garde sur la Colline du Parlement et le devoir de sentinelle à Rideau Hall, durant la saison estivale à Ottawa, en Ontario, depuis plus de 40 ans. L'uniforme de parade des Canadian Grenadier Guards est inspiré de celui des Grenadier Guards de la British Army auxquels ils sont affiliés. Il comprend la tunique rouge et le bonnet à poil.
En plus de ce rôle cérémoniel, The Canadian Grenadier Guards sont, comme c'est le cas pour les autres unités de la Première réserve de l'Armée canadienne, responsables de la formation de soldats devant servir lors des opérations outre-mer ou domestiques des Forces armées canadiennes, telles que les missions en Bosnie-Herzégovine et en Afghanistan.

## Histoire

### Origines et création

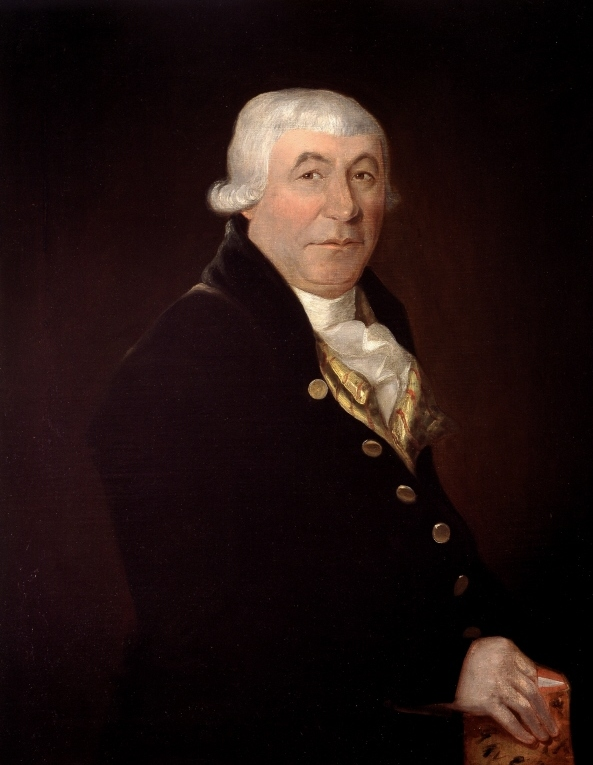
Le colonel l'honorable James McGill, le premier commandant de la brigade de la milice de Montréal

L'histoire de la Milice canadienne commença le 5 mars 1764, sous le régime britannique à Montréal, lorsque le général James Murray émit une proclamation appelant des volontaires pour servir dans la campagne contre les Amérindiens. Deux compagnies furent levées à Montréal. La majorité de leurs membres étaient des Canadiens français qui avaient été des miliciens également sous le régime français. Lors de l'adoption de l'acte de Québec en 1774, les volontaires ayant servi au sein de ces compagnies furent mis en service actif, créant ainsi la première instance de la Milice canadienne servant pour le Royaume-Uni. Plusieurs miliciens canadiens-français s'illustrèrent au combat lors de la Révolution américaine. La Milice fut appelée, en 1777, pour appuyer l'offensive britannique contre les Américains qui avaient été expulsés de Montréal le 14 juin 1776. Une compagnie, connue sous le nom de « 1st Company, District of Montreal Militia », littéralement la « 1re Compagnie, Milice du District de Montréal », fut levée à Montréal à cette fin. Pour les trois décennies suivantes, les miliciens connurent peu le service actif, mais étaient souvent appelés à appuyer les déplacements importants des troupes régulières britanniques.
Vers 1802, la 1st Company fut élevée au rang de bataillon sous le nom officiel de « First Battalion — Montreal City, British Militia », littéralement le « Premier Bataillon — Ville de Montréal, Milice britannique », mais plus connu sous le nom de « First Battalion, Montreal Militia », littéralement le « Premier Bataillon, Milice de Montréal ». Le 6 juillet 1812, deux compagnies de flanc quittèrent le bataillon pour créer le Montreal Militia Battalion, littéralement le « Bataillon de la Milice de Montréal », qui fut créé par l’amalgamation de deux compagnies de flanc de chacun des 1er, 2e et 3e bataillons de la Montreal Militia. Le First Battalion fut appelé à effectuer des devoirs de garnison du 21 juillet au 24 août 1812. Le 21 septembre 1812, l'Artillery Company (la « compagnie d'Artillerie »), les Grenadier and Light Infantery Companies (les « compagnies de Grenadiers et d'Infanterie légère » et la Captain Forsyth's Company (la « compagnie du capitaine Forsyth ») du 1st Battalion, Montreal Militia formèrent une unité distincte appelée « Montreal Incorporated Volunteers », littéralement les « Volontaires incorporés de Montréal ». Le First Battalion fut de nouveau appelé à servir du 4 au 24 novembre de la même année à Lachine. Pendant ce temps, les Montreal Incorporated Volunteers et le Montreal Militia Battalion étaient en devoir de garnison à Montréal. En 1813, les trois bataillons de la Montreal Militia formèrent une brigade sous le commandement du colonel l'honorable James McGill, le fondateur de l'Université McGill. Le rôle de la brigade était de fournir des services de garnison à Montréal.

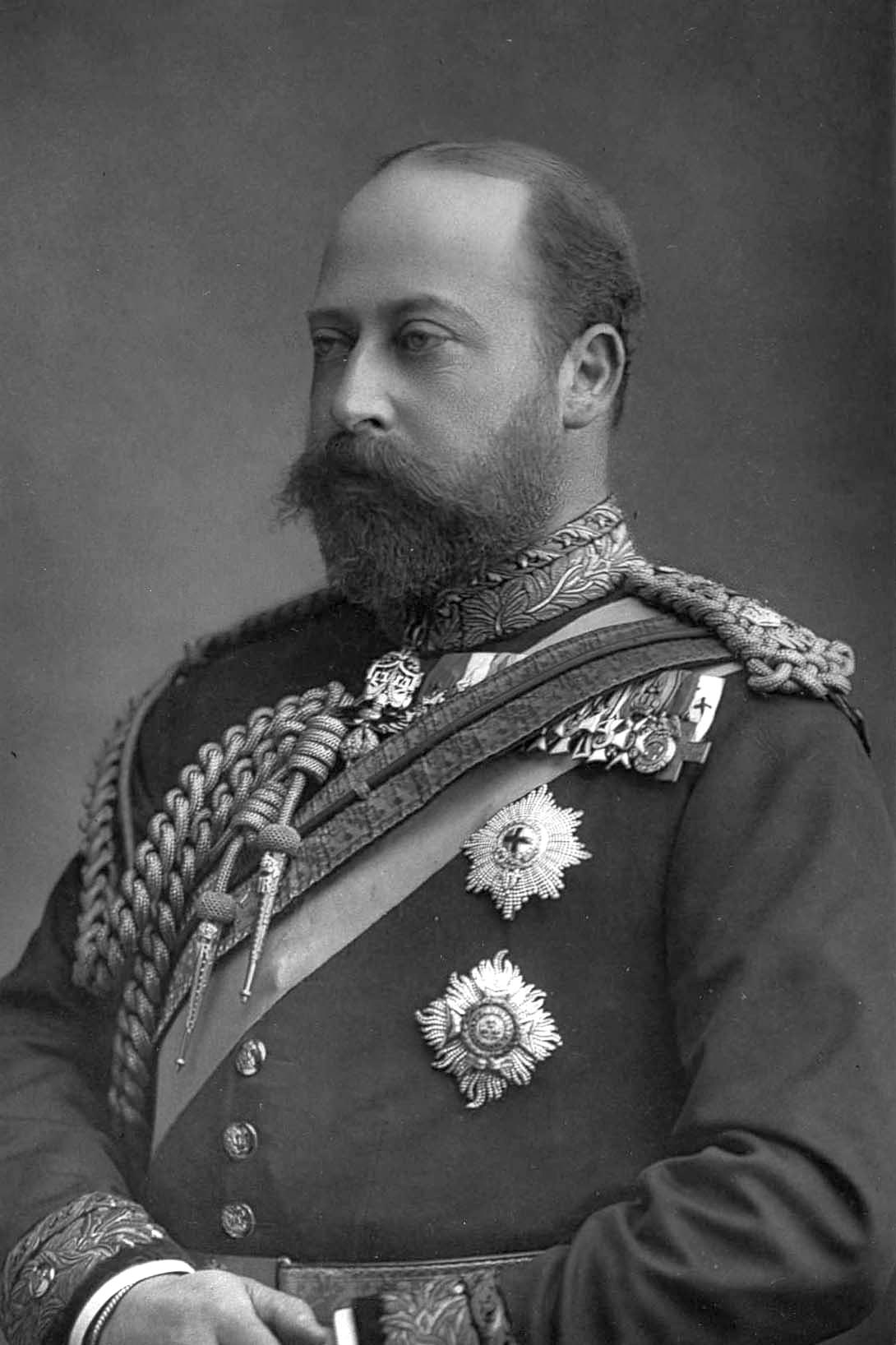
Son Altesse Royale le prince de Galles Albert Édouard de Saxe-Cobourg-Gotha (plus tard le roi Édouard VII) qui visita le régiment en 1860 et lui donna son nom jusqu'en 1911

Le First Battalion Volunteer Militia Rifles of Canada, littéralement le « Premier Bataillon de carabiniers de la Milice volontaire du Canada » fut créé à Montréal le 17 novembre 1859 après le passage d'une nouvelle loi, dite Loi de la Milice. Il fut créé à partir de neuf compagnies de carabiniers volontaires, qui existaient déjà à Montréal, par la promulgation d'un ordre général par le gouverneur général et commandant en chef. L'effectif autorisé de ce bataillon était de 37 officiers et 600 soldats. Le premier commandant fut le lieutenant-colonel Thomas Wiley.
Le 7 septembre 1860, Son Altesse Royale le prince de Galles visita le Canada et le bataillon fut renommé en « The First (or Prince of Wale's) Regiment of Volunteers Rifles of Canadian Militia », littéralement « Le Premier (ou du prince de Galles) Régiment de carabiniers volontaires de la Milice canadienne ». Le bataillon fut d'ailleurs inspecté par le prince de Galles à Logan's Farm à Montréal,.
Le 31 janvier 1862, le 6th Battalion Volunteer Militia Rifles, Canada, littéralement le « 6e Bataillon de carabiniers volontaires de la Milice, Canada », fut créé à Montréal à partir de six compagnies volontaires indépendantes. Son premier commandant fut le lieutenant-colonel Ashley Hibbard. Le bataillon devint le « Sixth Battalion Volunteer Militia, Canada, "Hochelaga Light Infantry" », littéralement le « Sixième Bataillon de la Milice volontaire, Canada, "Infanterie légère de Hochelaga" », le 5 juin 1863,.

### Raids féniens

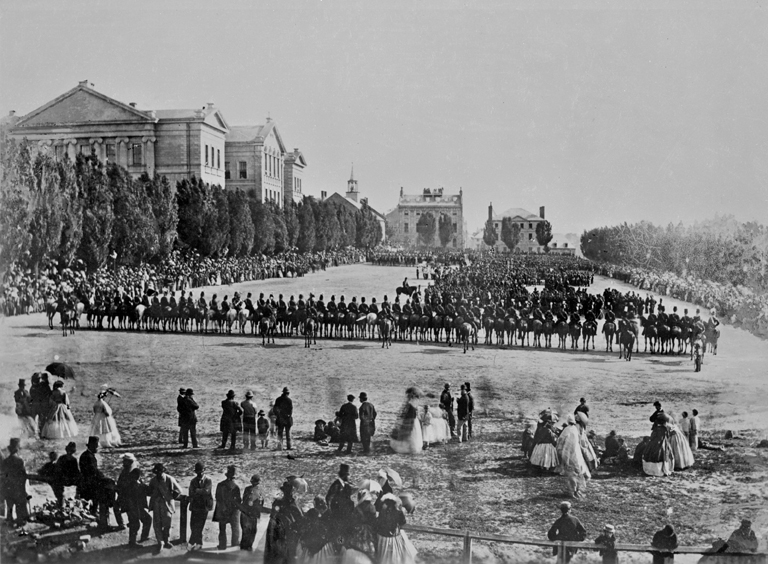
Volontaires de retour des raids féniens, assemblés sur le Champ-de-Mars, à Montréal, pour un discours de bienvenue en 1866

Le 8 mars 1866, The First (or Prince of Wale's) Regiment of Volunteer Rifles of Canadian Militia et le Sixth Battalion Volunteer Militia, Canada, « Hochelaga Light Infantry » furent mobilisés pour le service actif dans la foulée des raids féniens, des attaques menées par les Féniens, des Irlandais basés aux États-Unis, contre les établissements britanniques au Canada dans le cadre de leur lutte contre la présence britannique. The First (or Prince of Wale's) Regiment of Volunteer Rifles of Canadian Militia fournit des compagnies qui se rendirent à Cornwall en Ontario où, avec d'autres compagnies locales ainsi que des compagnies issues du 3e Bataillon Victoria Rifles, formèrent un bataillon sous le commandement du lieutenant-colonel Hawkes, commandant du Sixth Battalion Volunteer Militia, Canada, « Hochelaga Light Infantry ». Celui-ci servit à la frontière sud-est du Canada jusqu'à ce qu'ils furent retirés du service actif le 31 mars de la même année.
Le 1er juin 1866, cinq compagnies du Sixth Battalion Volunteer Militia, Canada, « Hochelaga Light Infantry » furent mobilisées pour servir à Saint-Jean-sur-Richelieu au Québec ; l'une des compagnies provenait du First (or Prince of Wale's) Regiment of Volunteer Rifles of Canadian Militia. Le lendemain, tout le régiment fut mobilisé avec le 3e Bataillon Victoria Rifles. Ils se rendirent à Hemmingford au Québec où les deux régiments formèrent une brigade commandée par le lieutenant-colonel Osborne Smith. Le 6 juin, The First (or Prince of Wale's) Regiment of Volunteer Rifles of Canadian Militia se rendit à Ormstown au Québec, mais une compagnie resta détachée à Saint-Jean-sur-Richelieu. Le 18 juin, le régiment retourna à Montréal et fut retiré du service actif le 22 juin,.
Le 24 mai 1870, une compagnie du First (or Prince of Wale's) Regiment of Volunteer Rifles of Canadian Militia et une du Sixth Battalion Volunteer Militia, Canada, « Hochelaga Light Infantry » furent de nouveau mobilisées. Elles formèrent une force avec d'autres compagnies placées sous le commandement du lieutenant-colonel Osborne Smith. Le 25 mai, celle-ci prit le train pour Stanbridge au sud-est de Montréal et des compagnies furent laissées en chemin à des points stratégiques. Le même jour, le reste de la milice de Montréal prit le train pour Saint-Jean-sur-Richelieu. La compagnie no  1 du First (or Prince of Wale's) Regiment of Volunteer Rifles of Canadian Militia fut chargée de se rendre à Eccles Hill dans le comté de Missisquoi pour aller récupérer du ravitaillement en munitions. Dans la nuit du 25 au 26 mai, la majorité des troupes cantonnées à Saint-Jean-sur-Richelieu furent envoyées à Pigeon Hill au nord-ouest d'Eccles Hill sous le commandement du lieutenant-colonel Felix G. Marchand après avoir reçu le message que les Féniens se préparaient à attaquer. Cependant, avant qu'ils ne rejoignissent Pigeon Hill, le message que le danger était passé fut reçu et les troupes rebroussèrent chemin pour retourner à Saint-Armand le 26 mai. Le soir du 26 mai, elles retournèrent à Saint-Jean-sur-Richelieu où elles demeurèrent pendant une semaine avant de retourner à Montréal,.

### Appui aux autorités civiles, fusion et seconde guerre des Boers
En 1871, le toit du manège militaire de Montréal s'effondra. Aucun manège militaire ne fut construit pour le remplacer jusqu'en 1883. Au cours de l'été 1875, la milice de Montréal fut mobilisée pour appuyer les autorités civiles à la suite de perturbations suscitées par l'intention d'inhumer Joseph Guibord, qui avait été excommunié en 1869, dans le cimetière catholique de Notre-Dame-des-Neiges. Elle fut de nouveau mobilisée au cours de l'été 1877, lorsque les perturbations culminèrent avec le meurtre d'un jeune homme nommé Hackett, dans le Square Victoria de Montréal, le 12 juillet. Le 18 décembre de la même année, The First (or Prince of Wale's) Regiment of Volunteer Rifles of Canadian Militia fut mobilisé à la suite d'un appel des autorités civiles leur demandant de les appuyer lors des émeutes se déroulant à Côte-Saint-Paul par les ouvriers travaillant à élargir le canal de Lachine. Le lendemain, il se rendit à Côte-Saint-Paul sous le commandement du lieutenant-colonel Frank Bond, où il resta en devoir pendant deux jours. En juin 1878, des émeutes éclatèrent dans la ville de Québec, et 649 miliciens de Montréal, incluant des membres du 1st Prince of Wales Regiment, s'y rendirent en renfort, spécialement à la Citadelle de Québec. Les membres du régiment retournèrent à Montréal le 16 juin.
En 1880, le régiment participa à la revue sur les plaines d'Abraham à Québec, devant ses altesses royales le duc d'Albany, la princesse Louise et le marquis de Lorne pour marquer l'anniversaire de la reine. Lors de la rébellion du Nord-Ouest en 1885, le 1st Prince of Wales Regiment fut mis en service actif du 12 mai au 9 juin, mais ne fut pas envoyé dans le théâtre d'opérations dans l'Ouest canadien. Plus tard la même année, il fut à nouveau mis en service actif pour appuyer les autorités civiles en réponse à l'épidémie de variole. Il dut notamment garder un hôpital qui était attaqué par des émeutiers. En avril 1889, le lieutenant-colonel Bond prit sa retraite, après avoir commandé l'unité pendant 19 ans, et le lieutenant-colonel Thomas Page Butler lui succéda.
En 1894, le major-général Herbet, commandant de la Milice canadienne, établit un plan visant à réduire le nombre de bataillons de milice tout en augmentant leurs effectifs. Ainsi, la fusion entre les deux unités qui étaient respectivement devenues le « First (or Prince of Wale's) Regiment of Volunteers Rifles of Canadian Militia », littéralement le « Premier (ou Prince de Galles) Régiment de carabiniers volontaire de la milice du Canada », et le « 6th Battalion "Fusiliers" », littéralement le « 6e Bataillon «"Fusiliers" », fut proposée. Celle-ci se concrétisa le 2 mai 1898 lorsque les deux unités furent amalgamées pour devenir le « 1st Battalion "Prince of Wales' Regiment Fusiliers », littéralement le « 1er Bataillon "Régiment de fusiliers du prince de Galles" ». Le bataillon devint un régiment, le 8 mai 1900, et fut renommé « 1st Regiment "Princes of Wales' Fusiliers" », littéralement « 1er Régiment "Fusiliers du prince de Galles" »,.

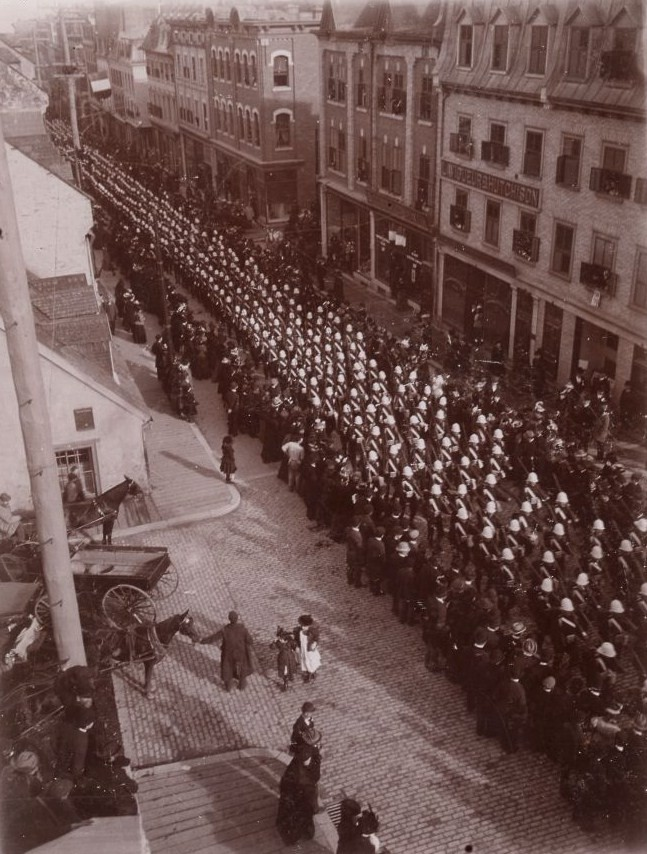
Contingent canadien défilant à Québec, au Québec, avant de partir pour la guerre en Afrique du Sud

La seconde guerre des Boers en Afrique du Sud fut le premier déploiement outre-mer des Forces armées canadiennes. Le 1st Regiment « Princes of Wales' Fusiliers » fournit des volontaires pour servir au sein du contingent déployé dans le cadre de ce conflit.

### Première Guerre mondiale

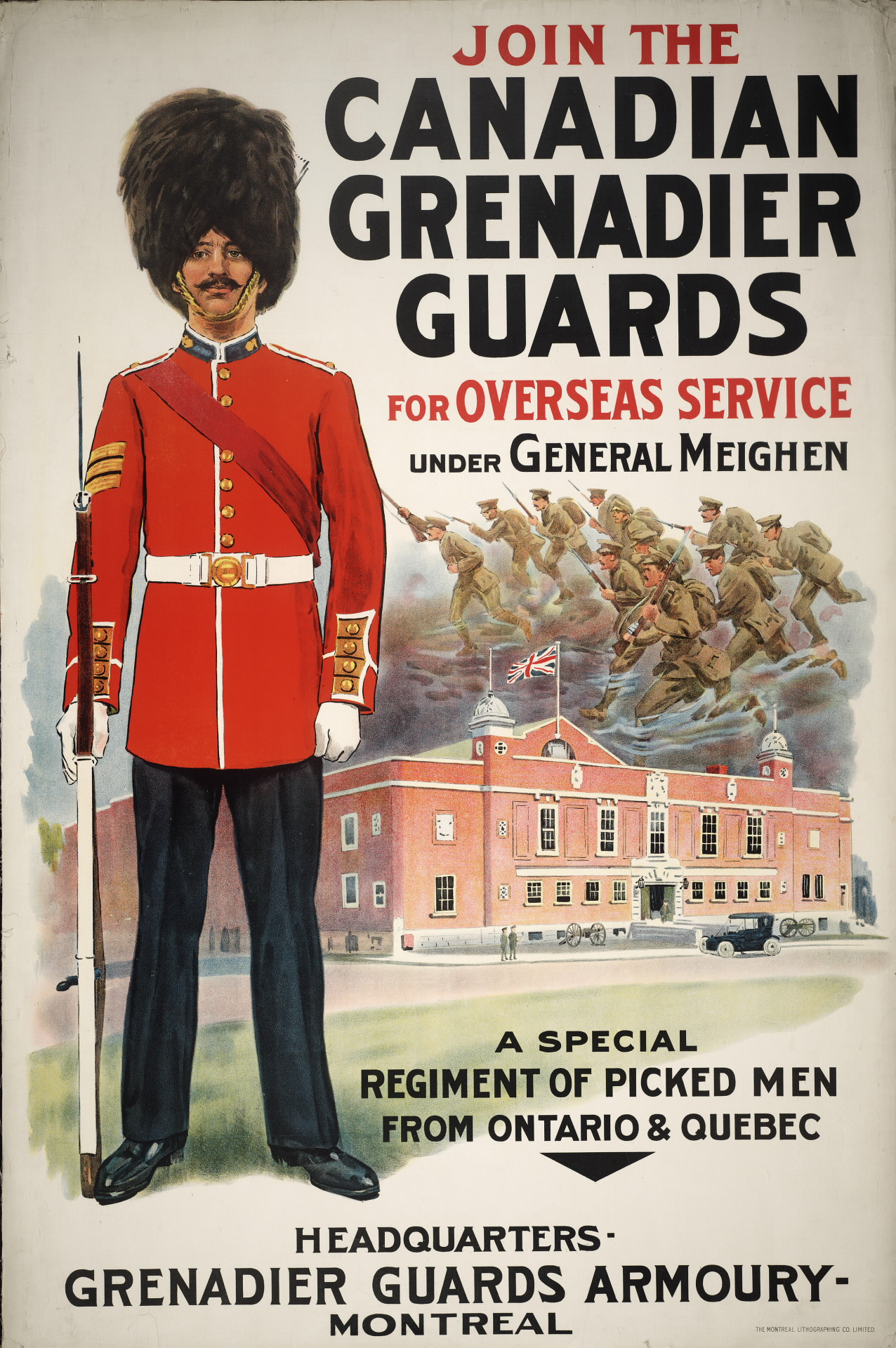
Affiche de recrutement des Canadian Grenadier Guards datant de la Première Guerre mondiale

Dans la foulée de la Première Guerre mondiale, des détachements du 1st Regiment Canadian Grenadier Guards furent mobilisés pour le service actif le 6 août 1914, afin d'assurer la protection locale.

#### 87eBataillon du Corps expéditionnaire canadien
Le 87e Bataillon d'outre-mer, CEC, également connu sous le nom de « 87th (Canadian Grenadier Guards) Battalion, CEF », fut créé le 22 décembre 1915 à Montréal, au Québec, mais l'unité avait déjà commencé à recruter à Montréal et dans les régions environnantes à partir de septembre 1915. Il fut envoyé en Grande-Bretagne le 23 avril 1916, où il intégra la 12e Brigade d'infanterie. Le 12 août suivant, il débarqua en France. En juin, il fut transféré à la 11e Brigade d'infanterie de la 4e Division d'infanterie canadienne et servit au combat au sein de celle-ci jusqu'à la fin du conflit. Il retourna au Canada en juin 1919 fut dissous le 30 août 1920.
Le 87e Bataillon a reçu un total de 16 honneurs de bataille. Un de ses membres, le soldat John Francis Young, fut décoré de la croix de Victoria.
| Nom                                   | Dates                                       |
| ------------------------------------- | ------------------------------------------- |
| Lieutenant-colonel J. P. Rexford      | 25 avril 1916 au 22 juillet 1916            |
| Lieutenant-colonel R. W. Frost        | 27 juillet 1916 au 24 mars                  |
| Major H. LeR. Shaw                    | 24 mars 1917 au 8 mai 1917                  |
| Lieutenant-coloenl J. V. P. O'Donahoe | 8 mai 1917 au 4 avril 1918                  |
| Major J. S. Ralston                   | 5 avril 1918 au 5 mai 1918                  |
| Lieutenant-colonel K. M. Perry        | 5 mai 1918 au 14 octobre 1918               |
| Lieutenant-colonel F. S. Meighen      | 14 octobre 1918 au 7 mai 1919               |
| Lieutenant-colonel R. Bickerdike      | 7 mai 1919 au 30 août 1920 (démobilisation) |

#### 245eBataillon du Corps expéditionnaire canadien
De son côté, le 245e Bataillon d'outre-mer, CEC (245th « Overseas » Battalion, CEF en anglais) fut créé le 15 juillet 1916. Il fut envoyé en Grande-Bretagne le 3 mai 1917, où il fut incorporé au 23e Bataillon de réserve, CEC, le 14 mai, qui servait à fournir des renforts aux troupes canadiennes au combat. Le 23e Bataillon, lors de sa formation à Québec, le 6 août 1914, inclut d'ailleurs des recrues provenant des Canadian Grenadier Guards. Il fut dissous le 17 juillet de la même année.

### Seconde Guerre mondiale

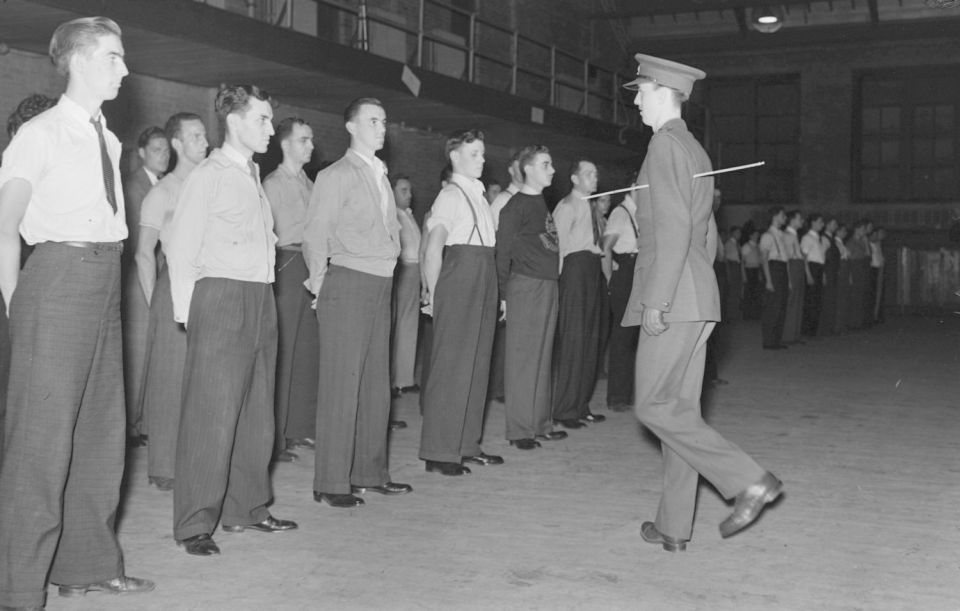
Un officier apprend à tourner à un groupe de recrues en civil, dans la caserne du régiment à Montréal, en 1940.

Le 24 mai 1940, le régiment mobilisa The Canadian Grenadier Guards, CASF pour le service actif. Le 7 novembre suivant, il fut renommé en « 1st Battalion, The Canadian Guards, CASF » et le régiment de réserve devint le « 2nd (Reserve) Battalion, The Canadian Guards ». Le bataillon en service actif s'entraîna d'abord sur l'île Sainte-Hélène à Montréal et déménagea par la suite aux camps de Borden en Ontario et de Valcartier au Québec. Par la suite, il fut mis en garnison à la citadelle d'Halifax en Nouvelle-Écosse avant d'être stationné à Saint-Jean au Nouveau-Brunswick et être entraîné à Sussex au Nouveau-Brunswick et à Debert en Nouvelle-Écosse. Le 26 janvier 1942, il fut converti en un régiment blindé et, par la même occasion, renommé en « 22nd Armoured Regiment (The Canadian Grenadier Guards), CAC, CASF », littéralement le « 22e Régiment blindé (Les Gardes grenadiers canadiens), CBC, FSAC »,.

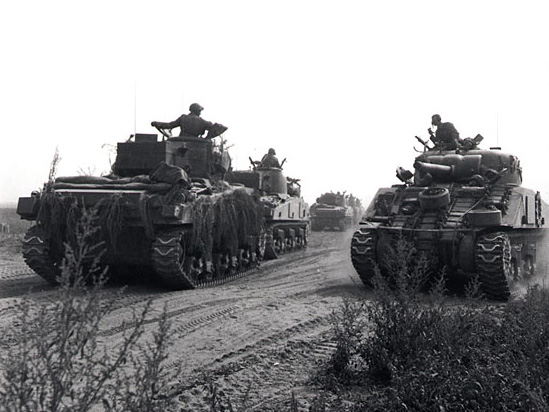
Chars canadiens se déplaçant en position pour attaquer vers Falaise entre Hubert-Folie et Tilly-la-Campagne en France le 8 août 1944

Insigne distinctif de la 4e Division blindée canadienne

Ce dernier partit pour la Grande-Bretagne le 25 septembre de la même année où il continua à s'entraîner jusqu'au 26 juillet 1944, lorsqu'il débarqua en France en tant que composante de la 4e Brigade blindée canadienne de la 4e Division blindée canadienne. Le 22nd Amoured Regiment combattit dans le Nord-Ouest de l'Europe et participa à plusieurs batailles telles que la Poche de Falaise, l'entrée en Belgique et la traversée du Rhin,.
Le 1er juin 1945, une seconde unité fut mobilisée pour la Force active sous le nom de « 22nd Canadian Tank Battalion (The Canadian Grenadier Guards), CAC, CASF », littéralement le « 22e Bataillon de chars canadien (Les Gardes grenadiers canadiens), CAC, CASF ». Tout comme ce fut le cas pour l'ensemble des unités du Corps blindé royal canadien, le 2 août 1945, les mentions « CAC » dans le nom des deux unités furent changées pour « RCAC » lorsque le titre royal fut octroyé au Corps blindé royal canadien. Le 22nd Canadian Tank Battalion était destiné à servir dans le théâtre du Pacifique, mais le conflit se termina avant qu'il ne soit déployé outre-mer, et il fut dissous le 1er novembre 1945. Le 22nd Canadian Armoured Regiment revint à Montréal où il remit ses chars et fut dissous le 15 février 1946. Le 22nd Armoured Regiment (The Canadian Grenadier Guards), RCAC, CASF reçut un total de 12 honneurs de bataille au cours de la Seconde Guerre mondiale.

### Histoire récente (depuis 1946)

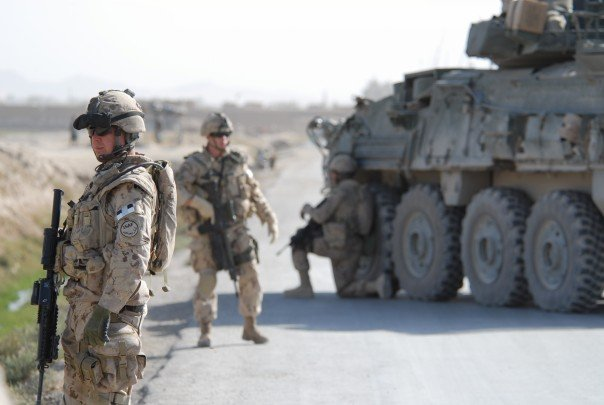
Soldats du régiment à Kandahar en Afghanistan

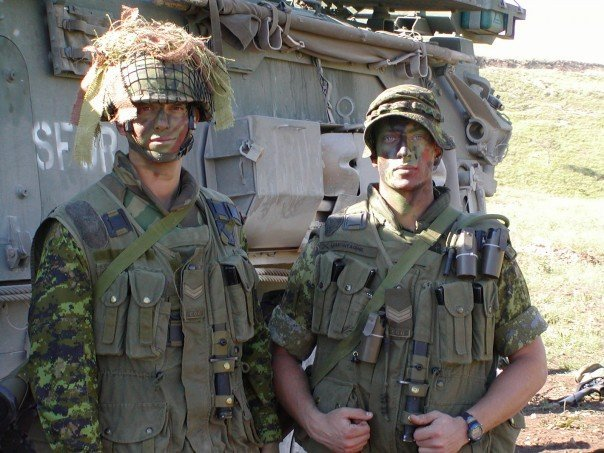
Soldats des Canadian Grenadier Guards en Bosnie-Herzégovine.

Le 1er septembre 1954, The Canadian Grenadier Guards devinrent un bataillon des Canadian Guards, un régiment créé l'année précédente avec quatre bataillons réguliers, et ils changèrent alors de nom pour « The Canadian Grenadier Guards (6th Battalion, The Canadian Guards) ». En effet, ils devinrent le 6e Bataillon de ce régiment, tandis qu'au même moment, une autre unité de la réserve, les Governor General's Foot Guards, devint le 5e Bataillon. Trois des bataillons réguliers des Canadian Guards furent dissous dans les années 1950 et 1960. Le dernier bataillon régulier fut réduit à un effectif nul le 6 juillet 1970 et transféré à l'ordre de bataille supplémentaire. The Canadian Grenadier Guards réadoptèrent leur nom actuel le 1er août 1976. Depuis les années 1990, des membres du régiment ont servi lors d'opérations domestiques et outre-mer des Forces armées canadiennes, comme celles en Bosnie-Herzégovine et en Afghanistan, par exemple.

## Liste des commandants
| Nom                 | Date d'entrée en fonction |
| ------------------- | ------------------------- |
| T. Wiley            | 17 novembre 1859          |
| B. Devlin           | 18 juillet 1862           |
| C. F. Hill          | 13 juillet 1866           |
| F. B. Bond          | 12 août 1870              |
| T. P. Butler        | 29 mars 1889              |
| J. P. Cooke         | 30 mars 1898              |
| J. A. Finlayson     | 31 mai 1903               |
| W. H. Evans         | 31 mai 1908               |
| J. W. Carson        | 29 décembre 1911          |
| J. Cooper           | 2 octobre 1914            |
| W. I. Gear          | 12 avril 1916             |
| F. S. Meighen       | 15 septembre 1920         |
| G. S. Stairs        | 1er avril 1924            |
| A. H. Cowie         | 31 mars 1928              |
| F. R. Phelan        | 31 mars 1931              |
| G. S. Stairs, MC VD | 1er juillet 1935          |
| M. F. Peiler        | 1er juillet 1939          |
| H. D. Rolland       | 3 juin 1949               |
| C. H. Hanson        | 1er octobre 1945          |
| J. D. Hannen        | 1er avril 1946            |
| M. J. Scott         | 2 avril 1949              |
| C. E. Parish        | 11 décembre 1950          |
| I. P. Phelan        | 28 avril 1954             |
| G. R. Whiston       | 10 juin 1957              |
| J. G. N. Rushbrook  | 2 février 1962            |

## Lignée et perpétuations
| Avant la fusion                                                                  | Avant la fusion                                                    | Avant la fusion                                                      | Avant la fusion    |
| Nom                                                                              | Date                                                               | Nom                                                                  | Date               |
| -------------------------------------------------------------------------------- | ------------------------------------------------------------------ | -------------------------------------------------------------------- | ------------------ |
| First Battalion Volunteer Militia Rifles of Canada                               | 17 novembre 1859                                                   | 6th Battalion Volunteer Militia Rifles, Canada                       | 31 janvier 1862    |
| The First (or Prince of Wale's) Regiment of Volunteer Rifles of Canadian Militia | 7 septembre 1860                                                   | Sixth Battalion Volunteer Militia, Canada, ou « Hochelage Infantry » | 5 juin 1863        |
|                                                                                  |                                                                    | 6th Battalion « Hochelaga Fusiliers »                                | 3 décembre 1875    |
|                                                                                  |                                                                    | 6th Battalion « Fusiliers »                                          | 28 janvier 1876    |
| Après la fusion                                                                  |                                                                    |                                                                      |                    |
| Nom                                                                              | Nom                                                                | Date                                                                 | Date               |
| 1st Battalion « Prince of Wales' Regiment Fusiliers »                            | 1st Battalion « Prince of Wales' Regiment Fusiliers »              | 2 mai 1898                                                           | 2 mai 1898         |
| 1st Regiment « Prince of Wales' Fusiliers »                                      | 1st Regiment « Prince of Wales' Fusiliers »                        | 8 mai 1900                                                           | 8 mai 1900         |
| 1st Regiment Canadian Grenadier Guards                                           | 1st Regiment Canadian Grenadier Guards                             | 29 décembre 1911                                                     | 29 décembre 1911   |
| The Canadian Grenadier Guards                                                    | The Canadian Grenadier Guards                                      | 29 mars 1920                                                         | 29 mars 1920       |
| 2nd (Reserve) Battalion, The Canadian Grenadier Guards                           | 2nd (Reserve) Battalion, The Canadian Grenadier Guards             | 7 novembre 1941                                                      | 7 novembre 1941    |
| Canadian Grenadier Guards                                                        | Canadian Grenadier Guards                                          | 15 février 1946                                                      | 15 février 1946    |
| The Canadian Grenadier Guards (6th Battalion, The Canadian Guards)               | The Canadian Grenadier Guards (6th Battalion, The Canadian Guards) | 1er septembre 1954                                                   | 1er septembre 1954 |
| The Canadian Grenadier Guards                                                    | The Canadian Grenadier Guards                                      | 1er août 1976                                                        | 1er août 1976      |

En plus de l'histoire de sa propre lignée ci-dessus, The Canadian Grenadier Guards perpétuent l'histoire des unités suivantes :
- 1er Bataillon d'infanterie légère de la Milice ;
- 2e Bataillon de la Milice d'élite incorporée ;
- Corps des Voyageurs canadiens ;
- Montreal Incorporated Volunteers ;
- Bataillon de la Milice de Montréal ;
- Provincial Commissariat Voyageurs ;
- 1st Battalion (City of Montréal) « British Militia » (1812-1815)
- 87th « Overseas » Battalion, CEF
- 245th « Overseas » Battalion, CEF

## Honneurs et distinctions

### Honneurs de bataille

Les couleurs régimentaires affichant 20 des 34 honneurs de bataille du régiment

Les honneurs de bataille sont le droit donné par la Couronne au régiment d'apposer sur ses couleurs les noms des batailles ou des conflits dans lesquels il s'est illustré. The Canadian Grenadier Guards possèdent un total de 34 honneurs de bataille dont 20 sont blasonnés sur leurs couleurs.
| Guerre de 1812                                                                       | Guerre de 1812                        |
| ------------------------------------------------------------------------------------ | ------------------------------------- |
| Défense du Canada - 1812-1815                                                        | Châteauguay                           |
| Guerre d'Afrique du Sud                                                              |                                       |
| Afrique du Sud, 1899-1900                                                            |                                       |
| Première Guerre mondiale                                                             |                                       |
| Ypres, 1915, '17 (*)                                                                 | Festubert, 1915 (*)                   |
| Mont-Sorrel                                                                          | Somme, 1916 (*)                       |
| Crête d'Ancre                                                                        | Ancre, 1916                           |
| Arras, 1917, '18 (*)                                                                 | Vimy, 1917 (*)                        |
| Côte 70                                                                              | Passchendaele (*)                     |
| Amiens (*)                                                                           | Scarpe, 1918                          |
| Drocourt-Quéant (en)                                                                 | Ligne Hindenburg                      |
| Canal du Nord                                                                        | Valenciennes                          |
| Sambre                                                                               | France et Flandres, 1915-18 (*)       |
| Seconde Guerre mondiale                                                              |                                       |
| Falaise (*)                                                                          | Route de Falaise (*)                  |
| La Laison (*)                                                                        | Chambois (*)                          |
| L'Escaut                                                                             | La Basse-Meuse (*)                    |
| La Rhénanie (*)                                                                      | La Hochwald (*)                       |
| Veen (*)                                                                             | Canal Twente (*)                      |
| Bad Zwischenahn                                                                      | Nord-Ouest de l'Europe, 1944-1945 (*) |
| Guerre d'Afghanistan                                                                 |                                       |
| Afghanistan                                                                          |                                       |
| (*) indique les honneurs de bataille qui sont blasonnés sur les couleurs du régiment |                                       |

### Récipiendaire de la croix de Victoria

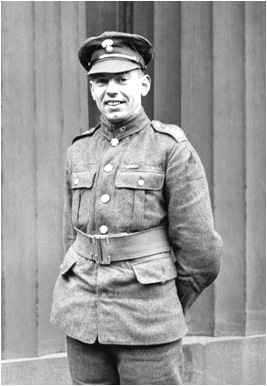
Le soldat John Francis Young, récipiendaire de la croix de Victoria pour ses actions au cours de la Première Guerre mondiale

La croix de Victoria est la plus haute récompense du Commonwealth. Un seul membre des Canadian Grenadier Guards en a été décoré : le soldat John Francis Young qui servit au sein du 87e Bataillon du Corps expéditionnaire canadien lors de la Première Guerre mondiale. Il en a été décoré, avec sept autres Canadiens, pour ses actions du 2 septembre 1918 sur la ligne Drocourt-Quéant (en) dans le secteur de Dury-Arras en France,. D'ailleurs, le mess des membres du rang des Canadian Grenadier Guards a été nommé « club John Francis Young » et les membres doivent effectuer une halte complète en se mettant au garde-à-vous avant d'entrer dans le mess en son honneur.

## Traditions et patrimoine

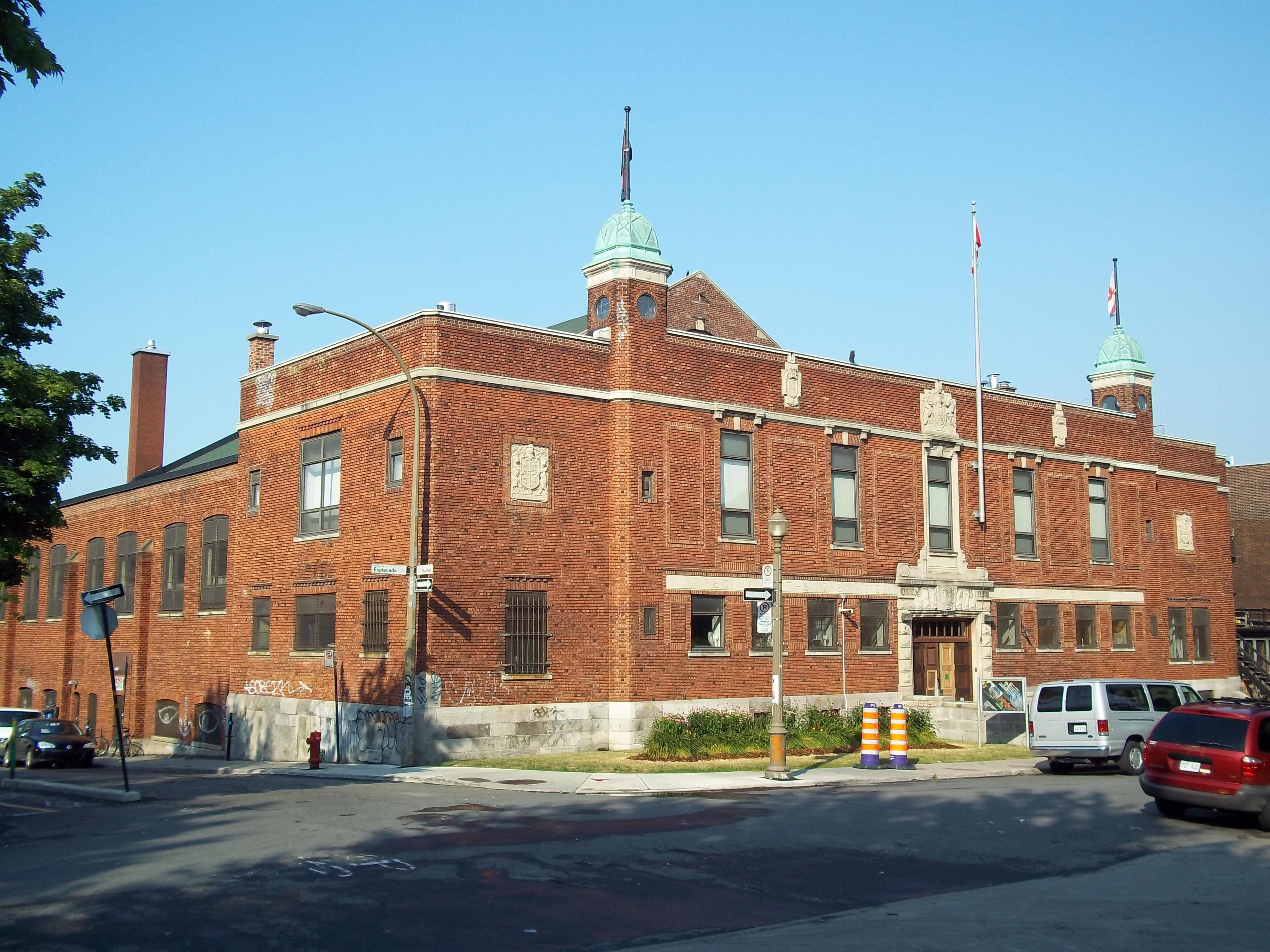
Le manège militaire des Canadian Grenadier Guards à Montréal

L'insigne des Canadian Guards est une grenade allumée de 17 flammes. Celle-ci est chargée de deux monogrammes des lettres « ER » affrontés qui sont chargés de la couronne royale et soutenus du mot « Canada ». L'ensemble est d'or. La couronne et les monogrammes changent périodiquement puisqu'ils sont associés au souverain du Canada. La devise du régiment est « Nulli Secundus » (« Toujours premier, jamais deuxième »). La marche rapide, ou au pas cadencé, des Canadian Grenadier Guards est British Grenadiers et leur marche lente est Grenadiers Slow March. The Canadian Grenardier Guards sont jumelés avec les Grenadier Guards de la British Army.
Outre sa structure opérationnelle, le régiment possède une gouvernance cérémonielle. La position la plus importante de cette gouvernance est celle de colonel en chef. Historiquement, le colonel en chef d'un régiment était son mécène, souvent royal. Le colonel en chef des Canadian Grenadier Guards est Sa Majesté la reine du Canada Élisabeth II. Une autre position importante est celle de colonel du régiment. Celui-ci occupe la tête du régiment de manière cérémonielle. Il porte le grade honoraire de colonel. Le colonel du régiment des Canadian Grenadier Guards est la gouverneure générale du Canada, Son Excellence la très honorable Mary Simon. Le colonel en chef et le colonel du régiment n'ont aucun rôle opérationnel.
Le manège militaire des Canadian Grenadier Guards, situé sur la rue de l'Esplanade à Montréal au Québec, est un édifice fédéral du patrimoine reconnu officiellement depuis 1994 pour sa valeur historique, architecturale et environnementale. Il s'agit d'un grand bâtiment en briques de deux étages dont la façade comprend deux petites tours qui ont un dôme en cuivre. Il a été construit, de 1913 à 1914, dans la foulée de la réforme et de l'expansion de la Milice canadienne commencées dans les années 1890 et continuées dans les années 1910. Son architecture est de style néo-classique et édouardien,.

## Musique des Canadian Grenadier Guards

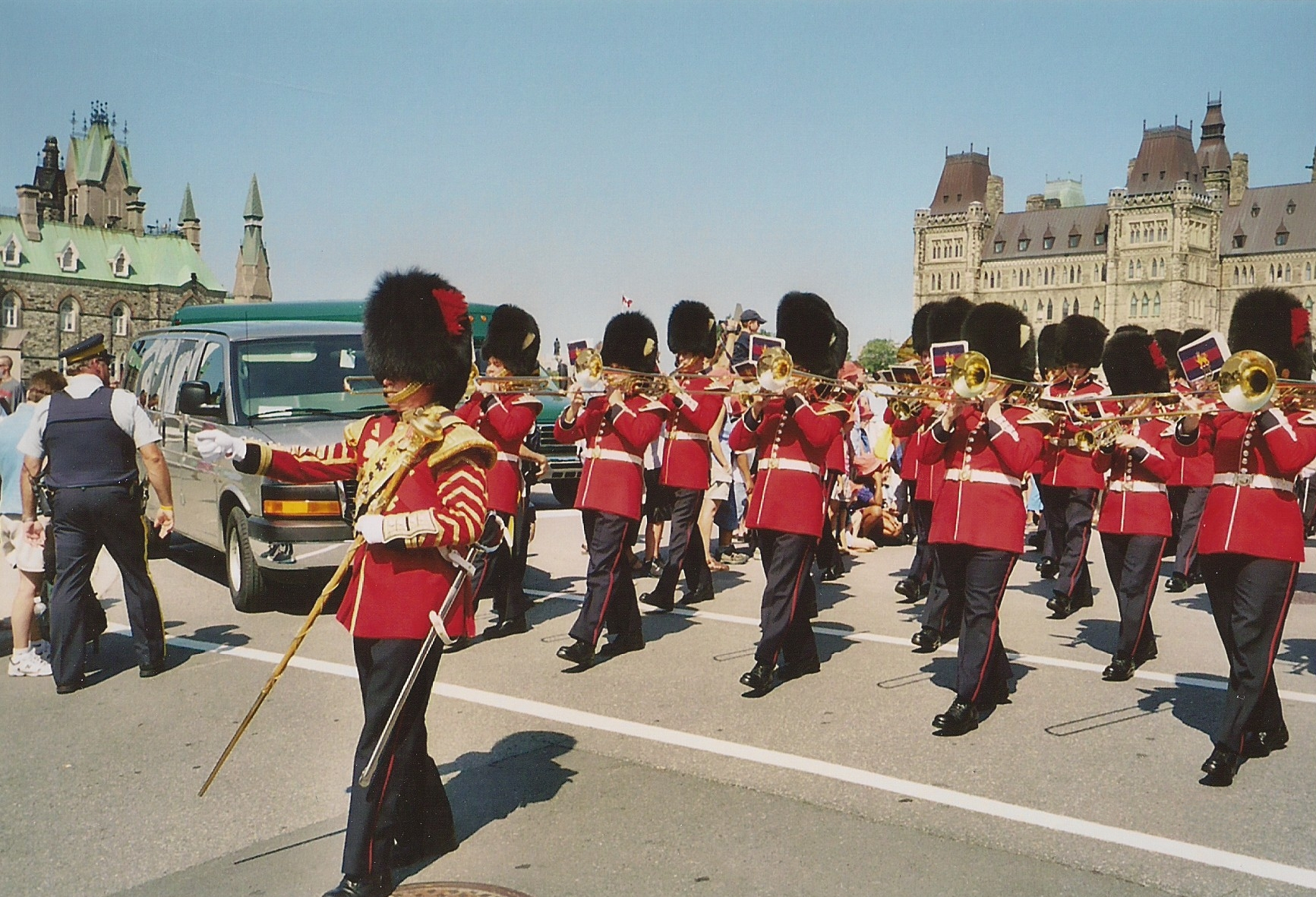
La musique de la Garde de cérémonie devant le Parlement du Canada en 2005

La Musique des Canadian Grenadier Guards constituait la musique régimentaire de 1913 à 1974. Elle fut créée le 26 avril 1913 en tant que « His Majesty's Canadian Grenadier Guards Band », littéralement la « Musique des Gardes grenadiers canadiens de Sa Majesté », avec une quarantaine de membres. Son premier directeur fut Jean-Josaphat Gagnier. Elle cessa d'exister en tant qu'entité distincte en 1974, lorsque la Musique de la Garnison de Montréal fut créée en regroupant différents ensembles musicaux.

## Lieu de mémoire
Un char d'assaut M4 Sherman situé dans le centre d'entraînement et champs de tir de Connaught d'Ottawa en Ontario a été dédié par The Canadian Grenadier Guards à la mémoire des soldats qui ont combattu dans le Nord-Ouest de l'Europe en 1944 et 1945 durant la Seconde Guerre mondiale. Il porte toujours les désignations opérationnelles du 22nd Armoured Regiment (The Canadian Grenadier Guards), RCAC, CASF.

## Ordre de préséance
The Canadian Grenadier Guards sont le second régiment d'infanterie de la réserve dans l'ordre de préséance des Forces armées canadiennes, après les Governor General's Foot Guards.